# H.323
H.323 är en samling av protokoll som används för realtidsöverföring av media till exempel IP-telefoni ("VoIP"). H.323 blev utfärdat av Internationella teleunionen (ITU). Idag finns både öppna och kommersiella stackar som implementerar H.323. Samlingen ligger ovanpå transportlagret av OSI-modellen och kan därmed ses hantera applikations-, presentation- samt sessionslager.
Protokollsamlingen är ofta refererad till som hur telefonfolk tänker sig IP-telefoni i jämförelse med hur internetfolk implementerar VoIP som SIP.
Protokoll som ingår i H.323:
- H.225
- H.245
- RTP
- RTCP

H.323 använder sig av terminologi innehållandes 'Gateway', 'Gatekeeper', 'Terminal', 'Multipoint Controller Unit' och 'Zones'.
Medieprotokoll (eng: Codecs) som ofta används:
- G.711
- G.729
- G.723.1
- H.261
- H.263
- H.264

Organisationer och företag som erbjuder kodstackar:
- Open H.323
- Elemedia
- Radvision
- Trillium Digital Systems